# 2019 en musique
| \| • Retour à la chronologie générale de la musique populaire • \| |
| XXIe siècle • XXe siècle • XIXe siècle • XVIIIe siècle XVIIe siècle • XVIe siècle • XVe siècle • XIVe siècle XIIIe siècle • XIIe siècle • XIe siècle • Xe siècle IXe siècle • VIIIe siècle • Haut Moyen Âge • Rome • Grèce |
| • Retour à la chronologie générale de la musique populaire • |

| • Retour à la chronologie générale de la musique populaire • |

| Années de la musique populaire : 2016 - 2017 - 2018 - 2019 - 2020 - 2021 - 2022    |
| Décennies de la musique populaire : 1980 - 1990 - 2000 - 2010 - 2020 - 2030 - 2040 |

Cet article présente les faits marquants de l'année 2019 en musique.

## Faits marquants

### En France
- 25,4 millions d'albums sont vendus en France en 2019[1].
- En juin, Mylène Farmer se produit durant 9 soirs à Paris La Défense Arena.
- Décès de Michel Legrand, Dick Rivers, Marie Laforêt et Alain Barrière.

### Dans le monde
- Décès d'Eddie Money, Mark Hollis, Dick Dale, João Gilberto, Johnny Clegg et Juice Wrld.
- Shallow de Lady Gaga devient la chanson la plus récompensée de l'histoire[2].

## Disques sortis en 2019
- Albums sortis en 2019
- Singles sortis en 2019

## Succès de l'année en France (singles)

### Chansons classées Numéro 1

#### N°1 des ventes
Cette liste présente, par ordre chronologique, tous les titres s'étant classés à la première place des ventes durant l'année 2019.
- Lady Gaga & Bradley Cooper : Shallow
- PNL : Au DD
- Lady Gaga : Always Remember Us This Way
- Angèle : Balance ton quoi
- Mylène Farmer : Désobéissance
- Ed Sheeran & Justin Bieber : I Don't Care
- PNL : MOWGLI II
- Mylène Farmer : Des Larmes
- Indochine : Karma Girls
- Stardust : Music Sounds Better With You
- Lil Nas X : Old Town Road
- Shawn Mendes & Camila Cabello : Señorita
- Tones and I : Dance Monkey
- The Weeknd : Blinding Lights

#### N°1 du Top mégafusion (streaming + ventes)
Cette liste présente, par ordre chronologique, tous les titres s'étant classés à la première place du Top mégafusion (streaming + ventes) durant l'année 2019.
- Angèle feat. Roméo Elvis : Tout oublier
- Bramsito feat. Booba : Sale Mood
- Eva feat. Lartiste : On Fleek
- Booba : PGP
- Heuss L'enfoiré feat. Sofiane : Khapta
- Ninho : Goutte d'eau
- PNL : Au DD
- Niska feat. Booba : Médicament
- Booba : Arc-en-ciel
- Lil Nas X : Old Town Road
- Nekfeu feat. Damso : Tricheur
- DJ Snake feat. J. Balvin & Tyga : Loco Contigo
- Moha La Squale : Ma belle
- Niska feat. Ninho : Méchant
- PLK : Un peu de haine
- Gambi : Hé oh
- Gambi : Popopop
- Tones and I : Dance Monkey
- Gradur feat. Heuss l'Enfoiré : Ne reviens pas

### Chansons francophones
Cette liste présente, par ordre alphabétique, tous les titres francophones s'étant classés plus d'une semaine parmi les 15 premières places du Top 50 durant l'année 2019.
- Amir : Longtemps
- Angèle & Roméo Elvis : Tout oublier
- Angèle : Balance ton quoi
- Angèle : Oui ou Non
- Antoine Elie : La rose et l'armure
- Aya Nakamura : Pookie
- Bilal Hassani : Roi
- Booba : Arc-en-ciel
- Clara Luciani : La Grenade
- Clara Luciani : Nue
- Gims : Miami Vice
- Gims & Maluma : Hola Señorita
- Gims & Sting : Reste
- Gradur : Ne reviens pas
- Indochine : Karma Girls
- Johnny Hallyday : Diego libre dans sa tête
- Kendji Girac : Tiago
- Les Frangines : Donnez-moi
- M. Pokora : Les Planètes
- M Pokora : Tombé
- Mylène Farmer : Désobéissance
- Mylène Farmer : Des Larmes
- PNL : Au DD
- PNL : Mowgli II
- Soprano : Le Coach
- Soprano : À nos héros du quotidien
- Trois Cafés gourmands : À nos souvenirs
- Vitaa & Slimane : Je te le donne
- Vitaa & Slimane : Ça va ça vient
- Vitaa & Slimane : Avant toi

### Chansons non francophones
Cette liste présente, par ordre alphabétique, tous les titres non francophones s'étant classés plus d'une semaine parmi les 10 premières places du Top 50 durant l'année 2019.
- Ariana Grande : 7 Rings
- Ava Max : Sweet but Psycho
- Ava Max : Torn
- Billie Eilish : Bad Guy
- Calvin Harris & Sam Smith : Promises
- Calvin Harris & Rag'n'Bone Man : Giant
- Daddy Yankee : Con Calma
- David Guetta & Bebe Rexha : Say My Name
- DJ Snake : Loco Contigo
- Ed Sheeran & Justin Bieber : I Don't Care
- Imagine Dragons : Bad Liar
- Imagine Dragons : Birds
- Lady Gaga & Bradley Cooper : Shallow
- Lady Gaga : Always Remember Us This Way
- Lady Gaga : I'll Never Love Again
- Lauren Daigle : You Say
- Lewis Capaldi : Someone You Loved
- Lil Nas X : Old Town Road
- Lizzo : Juice
- Mariah Carey : All I Want for Christmas Is You
- Mark Ronson & Miley Cyrus : Nothing Breaks Like a Heart
- Maroon 5  : Memories
- Redbone : Come and Get Your Love
- LSD : Thunderclouds
- Pedro Capó : Calma
- Queen : Bohemian Rhapsody
- Rammstein : Deutschland
- Regard : Ride It
- Selena Gomez : Lose You to Love Me
- Shawn Mendes & Camila Cabello : Señorita
- Sia : Unstoppable
- The Weeknd : Blinding Lights
- Tones and I : Dance Monkey

## Succès de l'année en France (albums)
Cette liste présente, par ordre alphabétique, les albums sortis en 2019 ayant obtenu une certification Platine ou Diamant en France.

### Doubles disques de diamant (plus d'un million de ventes)
- Nekfeu : Les Étoiles vagabondes
- Ninho : Destin
- PNL : Deux Frères
- Slimane & Vitaa : VersuS

### Disques de diamant (plus de500 000ventes)
- Dadju : Poison ou Antidote
- Johnny Hallyday : Johnny
- Jul : Rien 100 rien

### Triples disques de platine (plus de300 000ventes)
- Billie Eilish : When We All Fall Asleep, Where Do We Go?
- Djadja et Dinaz : Drôle de mentalité
- Jean-Baptiste Guégan : Puisque c'est écrit
- Jul : C'est pas des LOL
- M. Pokora : Pyramide
- Niska : Mr Sal

### Doubles disques de platine (plus de200 000ventes)
- Alain Souchon : Âme fifties
- Eva : Queen
- Harry Styles : Fine Line
- Hatik : Chaise pliante
- Heuss l'Enfoiré : En esprit
- Jok'Air : Jok'Travolta
- Koba LaD : L'Affranchi
- Les Enfoirés : Le Monde des Enfoirés
- Les Vieilles Canailles : Le Live
- Naps : On est fait pour ça
- PLK : Mental
- Renaud : Les Mômes et les Enfants d'abord !
- SCH : Rooftop
- Zola : Cicatrices

### Disques de platine (plus de100 000ventes)
- 13 Block : BLO
- 47Ter : L'adresse
- Ariana Grande : Thank U, Next
- Bon Entendeur : Aller-Retour
- Burna Boy : African Giant
- Calogero : Best of
- Céline Dion : Courage
- Christophe Maé : La Vie d'artiste
- Coldplay : Everyday Life
- DA Uzi : Mexico
- Dinos : Taciturne
- DJ Snake : Carte blanche
- DTF : On ira où ?
- Ed Sheeran : No.6 Collaborations Project
- Florent Pagny : Aime la vie
- Franglish : Monsieur
- Gauvain Sers : Les Oubliés
- Gradur : Zone 59
- Hamza : Paradise
- Hamza : Santa sauce 2
- Jean-Louis Aubert : Refuge
- Kaaris : Or noir 3
- Lacrim : Lacrim
- Landy : Assa Baing
- Lefa : Fame
- Les Frangines : Les Frangines
- Leto : Trap$tar 2
- Lorenzo : Sex in the City
- Luidji : Tristesse Business : saison 1
- Marc Lavoine : Les morceaux d'amour
- -M- : Lettre infinie
- Michel Sardou : L'album de sa vie - 100 titres
- Mylène Farmer : Live 2019
- Népal : 2016-2018
- NRJ Music Awards 2019
- Oboy : Omega
- Pomme : Les Failles
- Post Malone : Hollywood's Bleeding
- Rammstein : Rammstein
- Rilès : Welcome To The Jungle
- RK : Rêves de gosse
- Roméo Elvis : Chocolat
- Shay : Antidote
- Sofiane Pamart : Planet
- Sting : My Songs
- Tayc : Nyxia
- Taylor Swift : Lover
- Tones and I : The Kids Are Coming
- Tyler, The Creator : Igor
- Vald : Ce monde est cruel
- Vegedream : Ategban

## Succès internationaux de l’année
Cette liste présente, par ordre alphabétique, les trente titres et albums ayant eu le plus de succès dans les charts internationaux en 2019,.

### Singles
- A Boogie wit da Hoodie : Look Back at It
- Ariana Grande : 7 Rings
- Ariana Grande : Break Up with Your Girlfriend, I'm Bored
- Billie Eilish : Bad Guy
- Billie Eilish : Bury A Friend
- Calvin Harris & Rag'n'Bone Man : Giant
- Chris Brown & Drake : No Guidance
- DaBaby : Suge
- Drake & Rick Ross : Money in The Grave
- Ed Sheeran & Justin Bieber : I Don't Care
- Ed Sheeran & Khalid : Beautiful People
- J. Cole : Middle Child
- Jonas Brothers : Sucker
- Khalid : Talk
- Lewis Capaldi : Someone You Loved
- Lizzo : Truth Hurts
- Lil Nas X : Old Town Road
- Lil Nas X : Panini
- Lil Tecca : Ran$om
- Manoel Gomes : Caneta Azul
- Meek Mill & Drake : Going Bad
- Post Malone & Swae Lee : Sunflower
- Post Malone : Wow
- Post Malone & Young Thug : Goodbyes
- Sam Smith & Normani : Dancing with a Stranger
- Sam Smith : How Do You Sleep?
- Shawn Mendes & Camila Cabello : Señorita
- Shawn Mendes : If I Can't Have You
- Taylor Swift : Lover
- Taylor Swift : You Need to Calm Down
- Travi$ Scott : Sicko Mode

### Albums
- 21 Savage : I Am > I Was
- A Boogie wit da Hoodie : Hoodie SZN
- Ariana Grande : Thank U, Next
- Bad Bunny : X 100PRE
- Bazzi : Cosmic
- Billie Eilish : When We All Fall Asleep, Where Do We Go?
- BTS : Map Of The Soul - Persona
- Chris Brown : Indigo
- DaBaby : Baby On Baby
- Dan + Shay : Dan + Shay
- DJ Khaled : Father of Asahd
- Ed Sheeran : No.6 Collaborations Project
- Ella Mai : Ella Mai
- Gunna : Drip or Drown 2
- Jonas Brothers : Happiness Begins
- Juice WRLD : Death Race for Love
- Khalid : Free Spirit
- Kendrick Lamar : Damn
- Lauren Daigle : Look Up Child
- Lil Baby : Street Gossip
- Lil Baby & Gunna : Drip Harder
- Lil Nas X : 7
- Lizzo : Cuz I Luv You
- NF : The Search
- Nipsey Hussle : Victory Lap
- Pink : Hurts 2B Human
- Queen : The Platinum Collection
- Spider-Man: New Generation
- Travi$ Scott : Astroworld
- Tyler, The Creator : Igor

## Récompenses
- États-Unis : 62e cérémonie des Grammy Awards
- États-Unis : American Music Awards 2019 (en)
- États-Unis : MTV Video Music Awards 2019
- États-Unis : Billboard Music Awards 2019 (en)
- Europe : 2019 MTV Europe Music Awards (en)
- Europe : Concours Eurovision de la chanson 2019
- France : 34e cérémonie des Victoires de la musique
- France : NRJ Music Awards 2019
- Québec : 41e gala des prix Félix
- Royaume-Uni : Brit Awards 2019

## Formations et séparations de groupes
- Groupe de musique formé en 2019
- Groupe de musique séparé en 2019

## Décès

### Premier trimestre
- 1er janvier :
  -  Pegi Young, chanteuse et guitariste américaine de folk rock.
  -  Feis, rappeur néerlandais.
- 3 janvier :  Steve Ripley, chanteur, compositeur et guitariste américain.
- 17 janvier :  Reggie Young, guitariste américain.
- 19 janvier :  Ted McKenna, batteur écossais.
- 21 janvier :
  -  Marcel Azzola, accordéoniste français.
  -  Edwin Birdsong, musicien et producteur américain.
- 23 janvier :  Oliver Mtukudzi, chanteur et guitariste zimbabwéen.
- 26 janvier :  Michel Legrand, musicien, compositeur, chanteur et arrangeur français.
- 28 janvier :  Liz Brady, chanteuse franco-grecque.
- 29 janvier :  James Ingram, chanteur, compositeur et producteur de musique américain.
- 31 janvier :  Johnny Lion, chanteur néerlandais.
- 1er février :  Ayub Ogada, musicien-chanteur-compositeur kényan.
- 6 février :  Cheb Azzeddine, chanteur algérien de raï.
- 8 février :  Sali Sidibé, chanteuse malienne.
- 17 février :  Šaban Šaulić, chanteur serbe.
- 21 février :  Gus Backus, musicien et chanteur américain .
- 22 février :  Jackie Shane, chanteuse américaine de soul et de R&B.
- 23 février :  Dorothy Masuka, chanteuse zimbabwéenne de jazz.
- 24 février :  Mac Wiseman, chanteur et guitariste américain de bluegrass.
- 25 février :  Mark Hollis, chanteur britannique.
- 26 février :  Andy Anderson, batteur britannique.
- 28 février :  Ed Bickert, guitariste canadien.
- 4 mars :  Keith Flint, danseur, chanteur et musicien britannique.
- 12 mars :  Věra Bílá, musicienne et chanteuse tchèque.
- 16 mars :  Yann-Fañch Kemener, chanteur et ethnomusicologue français.
- 17 mars :  Dick Dale, guitariste américain.
- 22 mars :  Scott Walker, chanteur et compositeur américain.
- 23 mars :  Claude Besson, auteur-compositeur-interprète français.
- 25 mars :  Michel Lamothe, musicien québécois.
- 27 mars :  Stephen Fitzpatrick et Audun Laading du groupe Her's, ainsi que leur manager, dans un accident de la route.
- 31 mars :  Nipsey Hussle, rappeur américain.

### Deuxième trimestre
- 3 avril :
  -  Einar Iversen, pianiste norvégien de jazz.
  -  Maurice Pon, parolier français.
- 4 avril :  Alberto Cortez, compositeur et chanteur argentin.
- 5 avril :  Shawn Smith, chanteur et musicien américain.
- 6 avril :  Ib Glindemann, compositeur et acteur danois.
- 13 avril :
  -  Paul Raymond, claviériste et guitariste britannique.
  -  Lucien Zabuski, chanteur français.
- 15 avril :  Les Reed, compositeur et acteur britannique.
- 24 avril :  Dick Rivers, chanteur de rock français.
- 28 avril :  Jah Stitch, musicien jamaïcain de reggae.
- 14 mai :  Étienne Perruchon, compositeur français.
- 19 mai :   Nilda Fernández, auteur-compositeur-interprète franco-espagnol.
- 30 mai :
  -  Michel Gaudry, contrebassiste de jazz français.
  -  Leon Redbone, chanteur et guitariste canadien de jazz.
- 31 mai :  Roky Erickson, guitariste et compositeur américain.
- 6 juin :  Dr. John, pianiste, guitariste et chanteur américain.
- 8 juin :  Andre Matos, chanteur brésilien.
- 19 juin :  Philippe Zdar, musicien français du duo Cassius.
- 23 juin :  Dave Bartholomew, musicien américain de rhythm and blues et de rock'n'roll.
- 30 juin :  Anne Vanderlove, autrice-compositrice-interprète française d'origine néerlandaise.

### Troisième trimestre
- 6 juillet :  João Gilberto, chanteur et guitariste brésilien.
- 16 juillet :
  -  Johnny Clegg, chanteur sud-africain.
  -  Pat Kelly, chanteur jamaïcain de reggae.
- 1er août :  Ian Gibbons, claviériste britannique.
- 3 août :
  -  Henri Belolo, producteur de musique français.
  -  Jean-Pierre Castelain, musicien français, auteur-compositeur-interprète et multi-instrumentiste.
- 4 août :  Bob Wilber, clarinettiste, saxophoniste et compositeur américain de jazz.
- 12 août :  DJ Arafat, chanteur, compositeur, producteur et arrangeur musical ivoirien.
- 19 août :  Larry Taylor, bassiste américain.
- 21 août :  Celso Piña, musicien mexicain.
- 25 août :
  -  Clora Bryant, trompettiste américaine de jazz.
  -  Anne Grete Preus, chanteuse norvégienne.
- 26 août :  Neal Casal, chanteur, guitariste et compositeur américain.
- 28 août :  Nancy Holloway, chanteuse américaine de jazz et de rock.
- 1er septembre :  Edo Zanki, chanteur allemand.
- 2 septembre :  Laurent Sinclair, compositeur et musicien français.
- 8 septembre :  Camilo Sesto, chanteur compositeur et acteur espagnol.
- 11 septembre :  Daniel Johnston, auteur-compositeur-interprète américain.
- 13 septembre :  Eddie Money, chanteur américain de rock.
- 15 septembre :  Ric Ocasek, chanteur américain de rock.
- 16 septembre :  Vic Vogel, musicien canadien de jazz.
- 17 septembre :  Harold Mabern, pianiste américain de jazz.
- 28 septembre :  José José, chanteur mexicain.

### Quatrième trimestre
- 6 octobre :  Ginger Baker, batteur britannique.
- 22 octobre :  José Tamarin, guitariste français, membre du groupe Niagara.
- 2 novembre :  Marie Laforêt, chanteuse et actrice française.
- 9 novembre :  Népal, rappeur et beatmaker français.
- 16 novembre :  Fred Mella, chanteur français.
- 8 décembre :  Juice WRLD, rappeur et chanteur américain.
- 9 décembre :  Marie Fredriksson, chanteuse suédoise
- 18 décembre :  Alain Barrière, chanteur français.
- 27 décembre :  Art Sullivan, chanteur belge.
- 31 décembre :  Juliano Cezar (pt), chanteur brésilien.